# Patrick Sang
Patrick Sang (ur. 11 kwietnia 1964 w Kapsisiywie) – kenijski lekkoatleta, specjalizujący się w biegu na 3000 m z przeszkodami. Dwukrotny olimpijczyk (1988, 1992).

## Kariera sportowa
Wicemistrz olimpijski (Barcelona 1992) oraz dwukrotny wicemistrz świata (Tokio 1991, Stuttgart 1993) w tej specjalności. W tej samej konkurencji zdobył też złote medale igrzysk afrykańskich w Nairobi oraz letniej uniwersjady w Duisburgu.